# 索河畔特雷蒙
索河畔特雷蒙（法語：Trémont-sur-Saulx，法語發音：[tʁemɔ̃ syʁ so]）是法国默兹省的一个市镇，属于巴勒迪克区。

## 地理
索河畔特雷蒙（48°44'54"N, 5°3'20"E）面积11.9 平方千米，位于法国大東部大區默兹省，该省份为法国西北部内陆省份，北与比利时接壤，西接马恩省和阿登省，南至上马恩省和孚日省，东临默尔特-摩泽尔省。
与索河畔特雷蒙接壤的市镇（或旧市镇、城区）包括：索河畔伯雷、巴鲁瓦地区布里永、巴鲁瓦地区孔布勒、凡-韦勒、利勒昂里戈、罗贝尔埃斯帕尼、索河畔维尔。

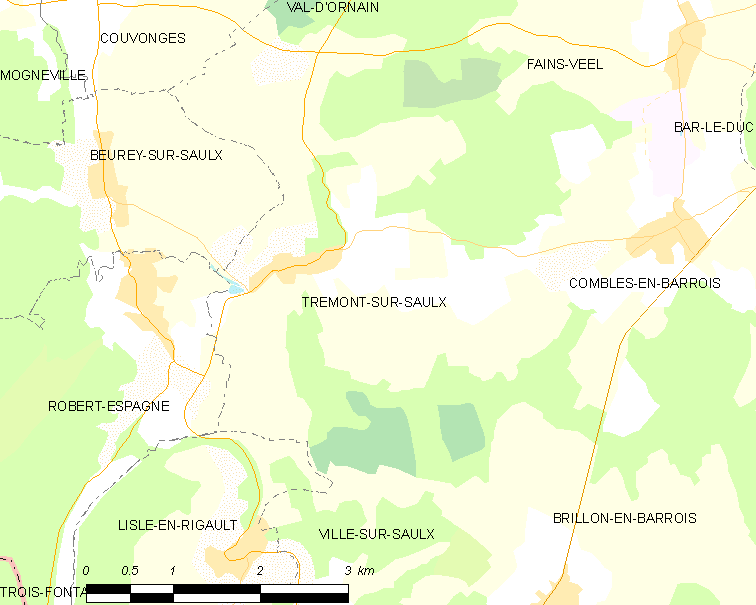
索河畔特雷蒙的OSM定位图

索河畔特雷蒙的时区为UTC+01:00、UTC+02:00（夏令时）。

## 行政
索河畔特雷蒙的邮政编码为55000，INSEE市镇编码为55514。

## 政治
索河畔特雷蒙所属的省级选区为巴勒迪克第一县。

## 人口

1962-2008年间索河畔特雷蒙人口变化图示

索河畔特雷蒙于2022年1月1日时的人口数量为571人。